# 北京大学元培学院

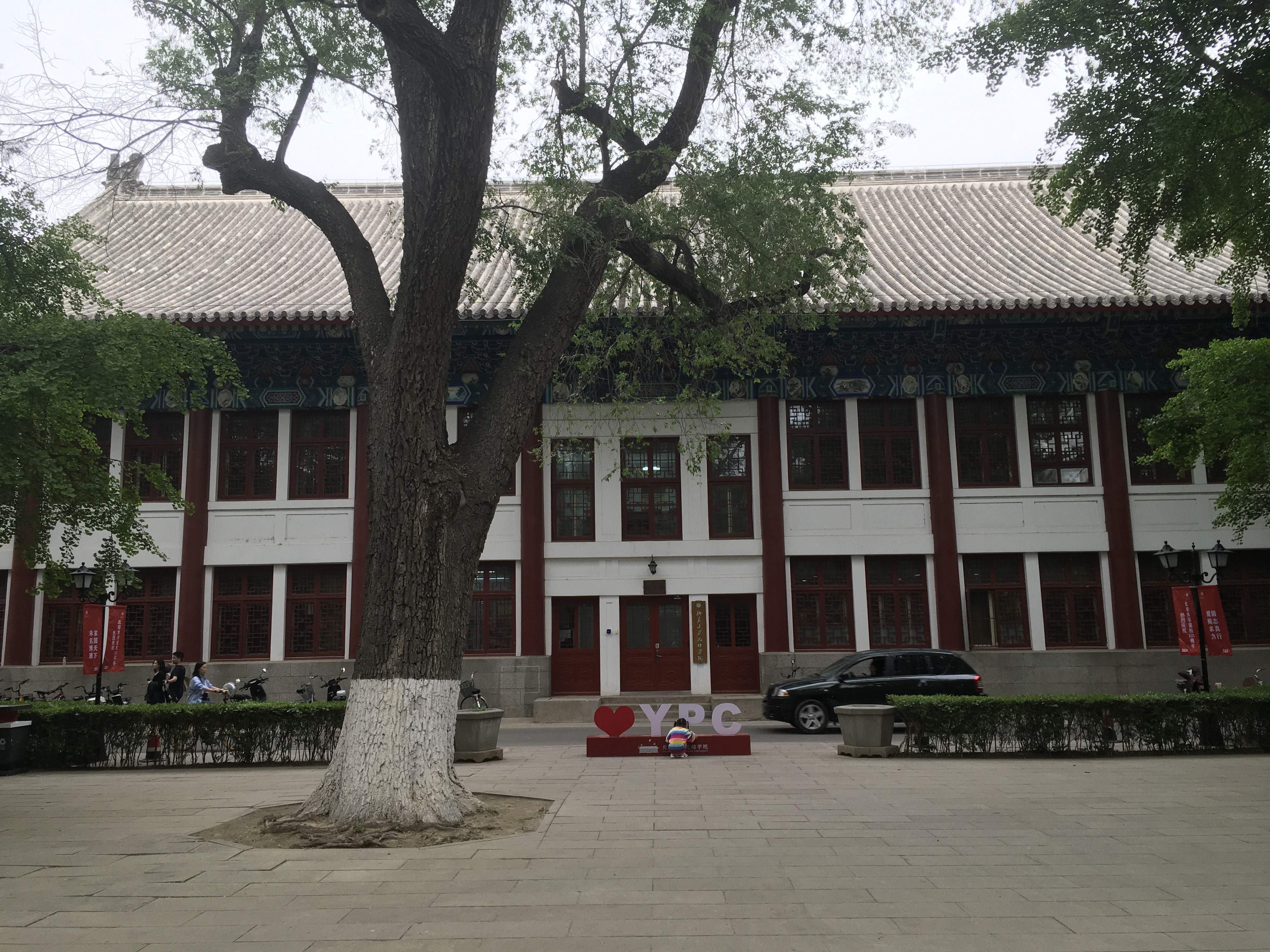
北京大学俄文楼，为元培学院办公楼，也作为学院学生活动的场所

北京大学元培学院是北京大学直属的本科教育学院，成立于2007年，其前身为2001年设立的“元培计划”实验班。作为北京大学教育体制改革的重要成果，学院以北大著名教育家蔡元培先生命名，致力于探索中国高水平综合性大学本科人才培养的新模式，实行博雅教育计划，注重基础、交叉与自由选择相结合的教学理念。
元培学院构建了区别于传统院系的教学制度。入学第一年不分专业，进行博雅通识教育，学生在第二学期末预选专业，大二正式确认专业，甚至允许在大三进行专业转变。所有课程向学生开放，专业仅作为课程结构单元存在，而不限制学生选择。这项制度允许学生广泛涉猎不同学科，形成个性化学习路径，并与导师共同制定专属学习计划。学院致力于帮助学生从“应试学习”中转变，通过通识教育和导师引导，协助学生找到内心真正热爱的学科。
元培学院由于其前沿的教学理念和丰富的教学资源，吸引了大量成绩优秀的学生报考，其在多省区的高考录取分数线长期居于北京大学各院系前列，并录取了大量省级文理科状元。

## 理念
北京大学元培学院最初源于2001年设立的“元培计划”实验班，是北京大学在“创建世界一流大学”背景下，为突破传统本科教育束缚而开展的改革实验。该改革旨在回应苏联模式高等教育下“专业过窄、适应性差”的局限，提出“加强基础、淡化专业、因材施教、分流培养”的人才培养理念。2007年，元培计划升格为元培学院，成为北大第一个以通识教育和跨学科整合为宗旨的本科学院，标志本科教育改革制度化进入新阶段。
蔡元培提出的“五育并举”和“完全人格”理念，为元培学院确立以“做人第一、学业第二”的育人目标奠定了基础。元培学院强调不仅要培养知识型人才，更要塑造有判断力、有责任感、能面对复杂现实的公民。
元培计划拥有灵活的培养模式和高权限的选课体制，允许同学在全校范围内选择自己喜欢的修读专业和课程，在探索中找到自己最喜欢的专业方向的同时可以涉猎感兴趣的其他内容。这被认为是一种对学生选择能力的锤炼，并被看作是为北大未来的教学改革作的一种尝试。
元培学院强调知识融合与范式突破，在培养方案中注重将不同学科融合，从而形成多维思维结构。
元培学院不以绩点作为唯一衡量标准，而是鼓励多维评价，赋予学生更多试错和容错空间。例如，将原本140+的专业毕业学分压缩至120~130之间，降低课程负担，让学生能有更多时间进行自由探索。尽管如此，学生平均毕业学分与校内其他院系相当，表明他们在自由条件下仍保持学习热情与强度。
学生可根据自身节奏在3~6年内完成学业，实现弹性培养体系，鼓励学生根据自身情况安排学习路径，突破自我、勇敢尝试。
元培学院作为中国通识教育本土化的典型代表之一，其教学制度采取低年级通识教育、高年级宽口径专业教育的结构，在中国属于“精英通识教育”模式，被认为有效融合了通识性、研究性与多样性教育目标。

## 历史
- 2001年，在入校新生中通过再次选拔录取了第一届学生。
- 2002年，首次在高考中以院系名义招生。
- 2005年，第一届学生毕业。
- 2007年，元培学院正式成立。
- 2008年：设立首个跨学科专业“古生物学”；
- 2014年：新版教学计划实施，毕业学分由150学分调整为120学分；
- 2015年：通识教育核心课程体系建设启动；
- 2016年：学生集中入住北大35楼，书院制度开始建设；北京大学实施本科教育改革，推动自由选课与自主选专业制度。[1]

## 学术制度

### 学分制和弹性学制
元培计划实验班实行学分制和更为灵活的弹性学制。其基础是在元培计划特有的各个专业教学计划框架内由导师指导学生进行自由选课。学生完成公共基础课、通选课及相关专业课的学习、修满规定的学分后，即可毕业，并获得所学专业的学士学位证书。其学习年限可在三至六年内灵活掌握，允许更多时间进行跨学科学习、科研实践和出国交流，增强自主发展空间。

### 自由选择专业和课程
元培学院实行“双自由”制度，允许学生在入学后自由选课、自由选专业。
元培学院学生拥有全校最高的选课权限，可以自由选择全校所有院系开设的本科生课程。这一特权旨在为元培学院学生探索学术兴趣、实践个性化的学习路径提供便利，同时鼓励学生拓展知识面，成为复合型人才。
元培学院学生原则上可自由选择全校范围内的所有专业（暂不包括医学等特殊专业）。新生入学后无需立刻选择专业，而是通过通识课和学科平台课程探索自身兴趣，再决定专业方向。此机制旨在帮助学生激发自主探索与持续学习的动力。学生进校时只按文科、理科实验班招生，实际不分专业。低年级主要进行通识教育，同时也可以进行目标专业的预选和学习，在他们对北大的学科状况、专业设置、培养目标等有了进一步了解后，可以根据自己的志趣于第二学期末提出专业选择意向，一般在第三学期末最后确定专业，但此后在确保能够按时达到毕业要求的情况下依然可以随时更换专业。每个学生修读专业的最后确定还必须考虑相关专业教育资源及学生本人的综合条件，部分专业会设置准入考核。元培学院学生毕业时达到学位授予要求，授予和北京大学相应专业院系学生相同的学位证书。
然而，这种“自由”也带来挑战，例如学生与专业教师关系较松散，专业选择过程中易受社会舆论或短期热度影响，缺乏足够伙伴支持与协作学习的环境等。研究指出，大量元培学院学生在专业选择时对目标专业了解不足，存在“从众心理”或过度依赖高考填报志愿信息的情况，从而导致专业学习与个人兴趣和能力之间出现偏差。一些学生在面对自由选择时感到迷茫，缺乏足够的课程选择支持系统，大量学生追逐热门专业，导致部分专业设置绩点限制而形成事实上的“门槛”，限制了自由选择的落实。为应对这些问题，学院开展系统性新生教育与讨论课，并积极构建构建由导师、新生辅导员和教务系统人员组成的多层次新生指导体系，协助学生在专业选择、课程结构、学术规划等方面建立起更清晰的方向。学院开展“大学学业规划”教育，强调从大一开始就应注重人生目标的设定与职业生涯的匹配，帮助学生提升自主规划能力。此外，调查显示，元培学生因专业分布分散，院内同学之间联系较弱，院系集体活动参与度较低，造成归属感偏弱。实证分析表明，朋辈互动、团支部活动等因素与学生满意度显著正相关，显示出院系凝聚力在通识教育中的重要性。有鉴于此，学院大力推动跨学科融合，开展集体活动和学术交流，以增强学生的归属感。
实践过程中，专业的自由选择程度的确很高，例如据官方统计，04级学生专业第一志愿满意度达99%以上，但亦有人认为这是有一定程度上做了一些学生的工作，使其“知难而退”的结果。从05级的情况来看，一些热门专业出现了人数过多的情况，导致有少数大一选课或者成绩情况不理想的同学暂时未能进入想学的专业。
学院设有多个跨学科专业，整合全校教育资源，培养复合型人才，已开设专业包括：
- 古生物学：结合生命科学、地球科学与环境科学，是北大首先在中国设立的特色学科方向。首位毕业生为2005级山东省理科状元，毕业后赴美国加州大学伯克利分校深造[4]。古生物学专业甚至一度仅有一位学生，成为网络关注焦点。[8]
- 政治学、经济学与哲学（PPE）：借鉴牛津大学模式，[4]与政府管理学院、哲学系、经济学院联合设立，培养复合型高层次人才。学生毕业后多进入高端研究机构或涉政涉经领域继续深造。[15]
- 外国语言与外国历史：联合外国语学院与历史系设立，注重培养国际视野与人文素养兼备的国际交流人才。
- 东亚研究：为北京大学与东京大学的联合培养项目，结合各个人文和社会科学学科的知识，培养立足于东亚文明传统，具有全球视野的人文与社会科学研究人才。
- 整合科学：打通数学、物理、化学和生命科学，重点培养跨学科科研型人才。
- 数据科学与大数据技术

其中，PPE等专业的教学方案不断更新，大多由学生主导发起修订，体现“学生主导、教师支持”的育人理念。
元培学院学生自主成立了“学生学术学会”（简称“三学”或“学学学”）组织，承担课程反馈、新生研讨组织、学术沙龙等职责，构建起自主学习生态。学生学术学会设有十大学科类别的学会，组织读书会、课程改革反馈、新生讨论课助教选拔等事务。学生通过“三学”直接参与到元培学院专业教学方案的修订与制度设计中，是元培“学生共治”的重要体现。

### 通识教育
元培学院建立五大通识课程体系，包括西方古典文明、中国古典文明、现代中国、现代世界、现代科学与技术，要求学生修读一定学分，以培养其综合素养。
除此以外，学院还设立“小班制”新生研讨课，强化师生互动。如李松教授主讲“《清明上河图》与中国艺术”、吴艳红教授开设“幸福心理学”，都为学生打通跨学科视野提供启发。
然而有研究认为，元培学院的通识教育体系由于课程整合不充分、教学资源配合度不高、教师理念尚未统一等原因，导致部分通识课程难以真正发挥培养学生批判性思维与跨学科能力的作用。学者卢晓东指出，当前通识教育的一个根本误区在于“把通识教育等同于课程堆砌”，而缺乏对学生“通识学习”能力的培养。在元培学院探索的基础上，通识教育应进一步深化为学生自主建构知识结构、自主规划学习路径、自主发展人生目标的“通识学习”模式。“通识教育”的本质不是课程设计，而是价值认同和个体成长机制的再造。因此，教育者需要认识到学生未来发展的多样性与不可预测性，鼓励学生在自由中建立“内在的秩序”。卢晓东呼吁应从“确定性的专业教育”迈向“探索性的通识学习”，这是元培学院等机构未来深化改革的关键方向。
一项针对2016–2018年北大本科毕业生的大规模问卷调查发现，元培学院学生对通识课程的平均评价值为1.99，略低于全校平均水平（2.04），但71.7%的元培学生依然认为在通识课程中有“较大”或“很大”收获。此外，该研究指出，学生的性别、学科背景及毕业去向均显著影响其对通识课程学习效果的自我评价：例如，女性学生、社科类学生及毕业后就业的学生通常对通识课程的反馈更为积极。

### 导师制
导师制是实施“元培计划”的重要的组成部分，元培学院从一开始就构建了完整的导师制系统，所有学生都配有学术导师，导师工作是引导和培养学生按照新的办学模式和培养方案，强调个性化指导与专业选择引导，造就基础好、能力强、素质高的一流本科毕业生。“元培”的导师是来自学校各院系推荐上来校长亲自礼聘的资深教授和部分有教学经验和对学生有指导经验的中青年教师。现有导师34名。
导师按“素质发展型”和“学术发展型”分设，全面覆盖学生的专业选择、课程规划、科研指导与心理适应支持。同时学院设有班主任制度和新生辅导员团队，帮助学生适应大学初期阶段的课程和生活。
元培设立了“校聘导师+专业导师+专职导师+课外导师”四位一体的导师体系，强调从多个方面给予学生指导。
元培学院的导师制度为其他院系提供了导师组织模式的参考模板。
然而，导师制度也面临挑战，例如导师工作内容不明确、学生接触导师机会不足等问题，这些都影响了制度的实效性。

## 住宿书院
|             |  |  |
| \| \| \| \| |  |  |
|             |  |  |

元培学院学生集中住宿于北京大学35楼，成立住宿制”元培书院“，配有图书馆、讨论室、健身房、心理咨询中心等设施，营造浓厚的学习与交流氛围，是北大书院制探索的重要组成部分。
为了促进学生多学科融合学习，元培学院通过住宿书院制度，打造“生活共同体”，推动不同专业背景的学生在同一宿舍中交流思想、分享学术成果。这一制度显著增强了跨学科之间的对话与理解。同时，书院实行学生自治制度，由学生自主进行书院的日常管理和建设规划，也为学生提供了领导力与自治能力的锻炼平台。书院的体育活动、兴趣社团等被纳入奖学金评定体系，推动多元评价机制。
元培书院作为学院的学生公共生活空间，其主体空间位于北京大学35楼地下，是北大建设的首个多功能本科生宿舍楼地下室，建设有自习室、讨论室、图书馆、休闲区、健身房、音乐室、舞蹈室、电影院、学术展板墙与学生文化展区等多功能空间。书院的装修氛围以明快为主，旨在打造集生活、学习、交流于一体的书院公共空间。该区域为学生提供了一个富有元培风格的自由学习与思想碰撞场所。书院内多处可见“元培书院”相关标识装饰，包括几何构形的元培书院标识——强调多样组合的可能性；以及装饰性的部首组合标识——强调多元融合。
除此以外，学院办公楼为北京大学俄文楼，部分区域亦作为书院的公共活动空间。
元培学院的住宿书院模式借鉴了耶鲁大学等欧美高校的“生活共同体”制度，强调在学习之外通过住宿环境建立师生深度互动机制，推动学术探索与人格成长并重。该机制也被认为有助于促进跨学科人才养成。

## 社会实践
元培学院规划建设12个学生社会实践基地，覆盖中国东部沿海和中西部地区，关注基础教育、城乡发展、金融科技等议题。已建成基地包括上海、浙江绍兴、陕西榆林、陕西眉县、内蒙古呼伦贝尔和广东深圳等地，致力于提升学生的社会责任感与实践能力。
元培学院高度重视学生的思想政治素养与社会责任感培养，积极组织学生走进基层、深入社会开展思政实践。例如，2022年暑期，学院组织20余名师生赴山西省右玉县、朔州市及周边地区，开展主题为“奋进新征程 永远跟党走 喜迎二十大”的思政实践课程。师生们实地参访了右玉精神展览馆、黄沙洼植树点、应县木塔、山西蕴宏环境科技公司等地。学生通过与基层干部、企业家、村民的交流，理解绿色发展、高质量转型等国家战略在基层的现实落地。

## 影响与评价
北京大学元培学院作为北大本科教育改革的实验基地，被誉为“中国高等教育的‘深圳特区’”，成为推动北大本科教育改革的重要力量。作为中国大陆高校最早进行通识教育探索的机构之一，其“通识+专业”的教育模式也对全国高校产生广泛影响。2015年，北京大学与清华大学、复旦大学、中山大学共同发起“大学通识教育联盟”，旨在推动通识教育理念在中国高校的制度化发展。除此之外，北京大学元培学院还参与发起了亚洲博雅大学联盟，该联盟旨在振兴传统博雅教育；以及中国大学书院共同体，推动中国大学书院间的交流互鉴，从中国传统书院教育中发掘育人智慧。
北京大学前校长林建华指出，元培学院是北大探索“通识教育与专业教育相结合”的重要实验平台。尽管在以院系为基础的专业教育体系中发展面临困难，但在自由选课、自由选专业、跨学科人才培养等方面取得了显著成效，为北大未来的本科教育改革提供了宝贵经验。他认为研究型大学应给予本科生更多自主探索的空间和一流资源支持，使其充分利用实验室、图书馆、跨学科项目，参与科研并锻炼综合素质。这种“师生共同探索、发现和创造之旅”，正是北大致力于构建的教育愿景。
元培学院吸引了大量拔尖人才，包括多位全国各地高考总分第一名与国家级竞赛一等奖获得者。其在许多省区的录取分数线长年居于北京大学各院系前列。
在科研能力方面，学生成果卓越，如在“挑战杯”中屡获奖项，发表SCI论文23篇以上，主持国家级学生科研项目百余项。
知名校友如张林峰（深势科技创始人），在元培学习期间修读多个学科，展现出强大的跨学科整合能力，并在国际科研界获得瞩目成绩。
还有如薛逸凡，因“一个人的毕业照”走红网络，以优异成绩选择了“古生物学”这一冷门但自身热爱的专业，成为自由选择与个性成长的代表性人物。

## 毕业生去向
元培学院的毕业生在学术与就业方面表现优异。根据统计，2005年至2013年，约76.5%的毕业生选择继续深造，其中约38.7%赴境外知名高校攻读研究生学位，37.8%左右在中国国内继续学习。
2013届毕业生获得录取的国际知名大学包括：
- 美国：哈佛大学、耶鲁大学、麻省理工学院、普林斯顿大学、斯坦福大学、哥伦比亚大学、康奈尔大学等；
- 英国：剑桥大学、帝国理工学院、伦敦政治经济学院等；
- 欧洲其他国家：巴黎综合理工大学、科隆大学、阿姆斯特丹大学等；
- 亚洲及大洋洲：新加坡国立大学、香港大学、澳大利亚国立大学等。